# Port Town-nishi (metropolitana di Osaka)
Port Town-nishi (ポートタウン西駅?, Pōtotaun-nishi-eki) è una stazione del people mover Nankō Port Town considerata parte della metropolitana di Osaka situata nell'area portuale della città, nel quartiere di Suminoe-ku.

## Struttura
La stazione è dotata di un marciapiede a isola centrale con due binari posti al secondo piano in superficie.
| 1 | Linea Nankō Port Town |  | per Suminoekōen            |
| 2 | Linea Nankō Port Town |  | per Nakafutō e Cosmosquare |

## Stazioni adiacenti
| «                     | Servizio              | »                     |
| Linea Nankō Port Town | Linea Nankō Port Town | Linea Nankō Port Town |
| --------------------- | --------------------- | --------------------- |
| Port Town-higashi     | Locale                | Nakafutō              |